# 大雪山の勇者 牙王
『大雪山の勇者 牙王』（だいせつざんのゆうしゃ きばおう）は、1978年9月23日に放送された単発テレビアニメ。

## 企画経緯
スポンサーの日本生命から製作者側に対し「子供たちのための健全な娯楽を提供して欲しい」、そして「何か新しい特徴が欲しい」という要望があった。そこで、日本生命が「日本で一番の生命保険会社」ということから「一番長いアニメ（TVアニメとして過去最長）」にすることになった。ところが、8月下旬に24時間テレビ内の『バンダーブック』（2時間枠、実質94分）が放送されてしまい、一番乗りにはならなかった。とはいえ、視聴者の反応は良かったため、翌年から「日生ファミリースペシャル」としてフジテレビでの長時間アニメ枠を始めることになった。（なお、本作は日生ファミリースペシャルには含まれない）

## 放送日時
- 本放送 - 1978年9月23日 14:35 - 15:50（JST）に『土曜スペシャル』枠で放送。
- 再放送 - 1980年1月3日 7:00 - 9:00（JST）に『お正月こども劇場』第3回に放送[要出典]。当時フジテレビ正月朝のアニメは原則として「アニメーション映画」を放送していたため、スペシャルテレビアニメを再放送するのは異例だった。[要出典]

## ストーリー
舞台となるのは北海道の大雪山。サーカスから逃げたヨーロッパの狼・デビルは樺太犬のテツと出会い5匹の子をもうけるが、人喰い熊・ゴンに襲われ息を引き取る。
子犬の1匹は、牧場の娘・早苗に拾われてタキと名付けられ育てられることになった。狼の血を引いているタキは次第に周囲となじめなくなり、カネトとヨシトとい猟師親子に預けられるが、人間と馴染めないタキは自然の中へと帰って行くことになる。その後、多くの試練を経て成長したタキは、野犬の仲間たちと共に、ゴンに挑むのだった。

## キャスト
出典
- 日高早苗 - 上田みゆき
- 本間ヨシト - 安原義人
- 本間カネト - 巌金四郎
- 日高養一郎 – 川久保潔
- 星野先生 - 島俊介
- 牧童 – 加藤正之
- 団長 - 増岡弘
- ナレーター – なべおさみ

## スタッフ
出典
- 原作 - 戸川幸夫「牙王物語」
- 制作 - 本橋浩一
- 企画 - 佐藤昭司
- 脚本 - 中西隆三
- 音楽 - 小野崎孝輔
- キャラクターデザイン - 香西隆男、白梅進
- 絵コンテ - 升ますか
- 作画監督 - 白梅進
- 美術監督 - 伊藤主計
- 録音監督 - 斯波重治
- 色指定・検査 - 小山明子
- 編集 - 岡安肇、掛須秀一
- 作画 - 都丸保、辻伸一、トランスアーツ、富プロダクション
- 動画チェック - 飯岡真理子、横川たか子
- 仕上げ - スタジオ・ロビン
- 背景 - 童公望
- 撮影 - トランスアーツ
- プロデューサー - 加藤良雄
- 演出 - 岡部英二
- 製作 - 日本アニメーション、フジテレビ、電通大阪支社

## 主題歌
出典
- エンディングテーマ - 「愛は遥かに」 
  - 作詞 - 武鹿悦子
  - 作曲・編曲 - 小野崎孝輔
  - 歌 - 石毛恭子

## 関連作品
- 荒野の呼び声 吠えろバック - 本作と同じく、漫画版は石川球太が描き、アニメ版は日本生命の提供でフジテレビにて放送された。